# Johan Ferrier
Johan Henri Eliza Ferrier (Paramaribo, 12 de mayo de 1910-Oegstgeest, 4 de enero de 2010) fue un político surinamés. Estudió en los Países Bajos y fue primer ministro de Surinam. En 1946 fundó el Partido Nacional de Surinam. El día 25 de noviembre de 1975 supuso el fin de la dominación de la corona neerlandesa en el territorio surinamés y la independencia. Ferrier es nombrado presidente. Se mantiene en el poder hasta el 25 de febrero de 1980 cuando ocurre el Golpe de los Sargentos. Renunció el 13 de agosto de 1980 y se exilió en los Países Bajos. Murió en Oegstgeest el 4 de enero de 2010 a los 99 años.

## Biografía

### Primeros años
Nació en Paramaribo, Surinam, el 12 de mayo de 1910, en el seno de una familia protestante. Ferrier tuvo ocho hijos; en su primer matrimonio tuvo cuatro niñas y dos niños junto con Edme Vas, quien murió en 1997. Comenzó su carrera como profesor y maestro, y después de algunos años fue director del departamento de educación. En 1946 fundó junto con Henck Arron el Partido Nacional de Surinam. En 1947 se trasladó a Ámsterdam, Países Bajos, para estudiar pedagogía social. Se graduó en noviembre de 1950 de literatura y filosofía. Después de haber sido profesor y director en el colegio de Surinam, se convirtió en ministro de educación.
El 28 de noviembre de 1950 obtuvo su doctorado en la Universidad de Ámsterdam con la tesis "La sociedad de Surinam y la tarea socio-pedagógica". Desde el 2 de abril de 1946 hasta 3 de marzo de 1948 fue miembro del estado de Surinam.
En los Países Bajos fue condecorado como caballero de la Orden del León Neerlandés, en 1958.

### Gobernador de Surinam (1968-1975)
Después de las terceras elecciones generales en Surinam fue elegido primer ministro, desempeñándose como tal desde 1955 hasta 1958. Hasta 1965 trabajó como asesor científico de las relaciones internacionales en el ministerio neerlandés de educación y ciencia.
Desde 1966 hasta 1968 fue director de la bauxita, alúmina y aluminio de la empresa minera Billiton Maatschappij (Shell). El 15 de marzo de 1968 se convirtió en gobernador de Surinam.

### Presidente de la República de Surinam (1975-1980)

#### Llegada al poder

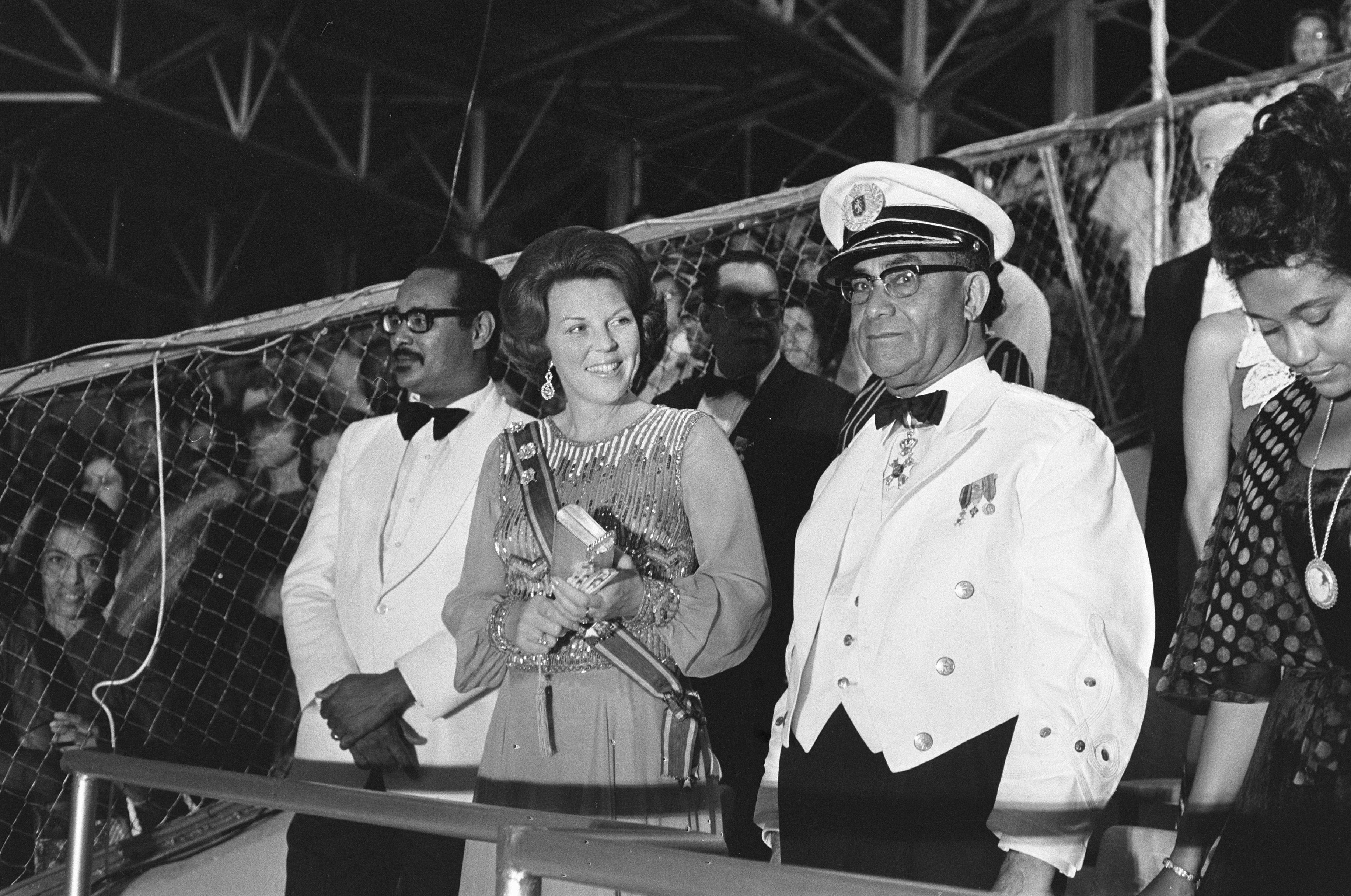
Ferrier junto a la princesa Beatriz en la ceremonia de independencia de Surinam (25 de noviembre de 1975)

El 25 de noviembre de 1975 fue firmada el acta de Independencia en Surinam; inmediatamente se promulgó una constitución de tipo parlamentario y Henck Arron, del Partido Nacional de Surinam, quien fue uno de los firmantes del acta de independencia, fue nombrado primer ministro.
Durante su gobierno muchos surinameses de clase media aprovecharon su nacionalidad neerlandesa para emigrar a ese país (casi un tercio de la población), lo que provocó una grave escasez de cuadros técnicos y profesionales. El país se quedó sin la mano de obra cualificada que lo hacía funcionar, con la excepción de la empleada por las empresas Suralco y Billiton, dos transnacionales que monopolizaban la bauxita y, de hecho, la vida económica del país. Las actividades económicas decayeron y la agricultura retrocedió a niveles muy precarios. También surgieron problemas limítrofes con la Guayana Francesa y la Guyana, antigua Guyana Británica.
Las elecciones de octubre de 1977 dieron la victoria al líder del Partido Nacional de Surinam, Henck Arron y éste se mantuvo en el poder hasta 1980.

#### Derrocamiento
El 25 de febrero de 1980, el primer ministro Henck Arron fue derrocado por un golpe militar, («la revolución de los sargentos»). El Consejo Militar Nacional (CMN) convocó a los dirigentes opositores a gobernar y varios dirigentes izquierdistas asumieron puestos en el gabinete. 
Ferrier, quien se negaba a abandonar el poder, nombró un gobierno civil dirigido por Henk Chin A Sen, exdirigente del Partido Nacional Democrático. El 13 de agosto de 1980 Ferrier no logra mantener más el poder y decide renunciar y entregar el poder al CNM.

### Exilio y muerte
Tras ser derrocado el 13 de octubre de 1980 es obligado a escapar del país y exiliarse junto con su familia, y Países Bajos le dan asilo. Su esposa Edme Vas muere en 1997. Ferrier vivió en un pueblo llamado Oegstgeest acompañado de su hija.
El 4 de enero de 2010 el expresidente Johan Henri Eliza Ferrier muere en su casa de Países Bajos, en Oegstgeest, un pequeño pueblo donde ya residía desde 1990. En Paramaribo le rindieron honores en el parque central de Paramaribo donde asistieron tanto seguidores de Ferrier como dirigentes políticos de su partido. Ferrier murió a los 99 años de edad.

### Legado
Ferrier es considerado como uno de los políticos más importantes de Surinam, dejando un legado de paz, de esperanza y de solidaridad sobre todos los surinameses. Siendo un hombre culto y de visión, llevó a su país al camino de la democratización, hoy vemos con alegría y con fe para un nuevo paso de Surinam, un paso del que dejó huella el gobierno de Ferrier.
«Ferrier era famoso por su fortaleza y su claridad mental a pesar de su avanzada edad» palabras del primer mandatario de Surinam, Ronald Venetiaan, al lamentar su muerte.
| Predecesor: - | Presidente de Surinam 1975-1980 | Sucesor: Dési Bouterse 1980 |